# Fundación Integra
La Fundación Integra, legalmente constituida como Fundación Educacional para el Desarrollo Integral del Menor, y conocida también simplemente como Integra, es una fundación, constituida como una organización sin ánimo o fines de lucro, dotada con un patrimonio propio otorgado por su organismo matriz, el Ministerio de Educación de Chile, siendo una de las instituciones encargadas de las salas cuna y jardines infantiles del país. Su rol es garantizar la educación parvularia de calidad y bienestar integral de niños y niñas preferentemente entre 0 y 4 años de edad. Hasta 2022, perteneció a la llamada Coordinación Sociocultural de la Presidencia de la República, también llamada Fundaciones de la Presidencia de la República, la que fue una agrupación de organizaciones de derecho privado de carácter cultural y social, dependiente del presidente de Chile, que fuera creada en marzo de 1990, en el gobierno del presidente Patricio Aylwin, agrupando a las fundaciones que eran dirigidas por la primera dama. La coordinación fue disuelta en diciembre de 2022, en el gobierno de Gabriel Boric, por lo que Fundación Integra pasó a ser dirigida directamente por el Ministerio de Educación. Desde 2023, es presidida por María Victoria Peralta Espinosa, junto con su director ejecutivo Carlos González Rivas.

## Historia
Los orígenes de Fundación Integra se sitúan en 1975 con la creación del “Comité Coordinador de Ayuda a la Comunidad”, que inicialmente fue constituida como organismo público, y que fuera privatizada en el año 1979, transformándose en persona jurídica de derecho privada, y tomando la forma de Fundación llamándose desde entonces “Fundación Nacional de Ayuda a la Comunidad” (Funaco). En septiembre de 1990, Fundación Integra se constituye legalmente en su forma actual, convirtiéndose así en una entidad educativa que presta servicios de educación preescolar a los niños y niñas de las familias de menores ingresos socioeconómicos, ofreciendo así una respuesta a las necesidades de niños y niñas dándoles así cuidados básicos, y teniendo la misión de entregar una educación de calidad que les permita desarrollar todas sus potencialidades.
En 1990, con la primera dama Leonor Oyarzún (1990-1994), se transformó a la FUNACO en la Fundación Integra, orientando su trabajo en los niños en extrema pobreza. Desde entonces, la función de presidente de Integra (quién presidía el directorio de la Fundación), correspondía a la primera dama en ejercicio, esto hasta 2006, cuando asumió como presidenta Michelle Bachelet, quien no tenía cónyuge, y al no existir la figura del 'primer caballero' se decidió crear oficialmente el cargo de director del Área Sociocultural de la Presidencia, a quien le correspondería administrar la Red de Fundaciones, en ausencia de una primera dama.
Desde octubre de 2022, la Fundación es presidida por un Consejo Directivo, el cual es dirigido por un presidente, el cual es nombrado por el ministro de Educación competente, señalándose además en los estatutos de la fundación que el presidente "debe contar con una trayectoria laboral destacada en educación preescolar, formación profesional idónea y experiencia en cargos de liderazgo en el ámbito educativo".

## Misión
La misión de Fundación Integra es favorecer el desarrollo pleno, bienestar integral y aprendizajes significativos de niñas y niños en edad preescolar, a través de su protagonismo en espacios educativos amorosos, inclusivos, diversos y de calidad, promoviendo relaciones colaborativas entre los equipos de trabajo, las familias y la comunidad.

## Directivos

### Presidente de Integra
Este cargo fue hasta 2022 equivalente al de Director del Área Sociocultural de la Presidencia. Desde octubre de 2022, la Fundación es presidida por un Consejo Directivo, el cual es dirigido por un presidente, que es nombrado por el ministro de Educación competente.
| Director(a)                                                                | Inicio              | Fin                     | Presidente(a)           |
| -------------------------------------------------------------------------- | ------------------- | ----------------------- | ----------------------- |
| Leonor Oyarzún Ivanovic                                                    | 11 de marzo de 1990 | 11 de marzo de 1994     | Patricio Aylwin         |
| Marta Larraechea Bolívar                                                   | 11 de julio de 1994 | 11 de marzo de 2000     | Eduardo Frei Ruiz-Tagle |
| Luisa Durán de la Fuente                                                   | 11 de marzo de 2000 | 11 de marzo de 2006     | Ricardo Lagos           |
| Adriana Delpiano Puelma                                                    | 16 de marzo de 2006 | 22 de enero de 2007     | Michelle Bachelet       |
| María Eugenia Hirmas                                                       | 10 de marzo de 2007 | 11 de marzo de 2010     | Michelle Bachelet       |
| Cecilia Morel Montes                                                       | 11 de marzo de 2010 | 11 de marzo de 2014     | Sebastián Piñera        |
| Sebastián Dávalos Bachelet                                                 | 17 de marzo de 2014 | 13 de febrero de 2015   | Michelle Bachelet       |
| Paula Forttes Valdivia                                                     | 17 de marzo de 2015 | 11 de marzo de 2018     | Michelle Bachelet       |
| Cecilia Morel Montes                                                       | 11 de marzo de 2018 | 11 de marzo de 2022     | Sebastián Piñera        |
| Irina Karamanos Adrían                                                     | 11 de marzo de 2022 | 29 de diciembre de 2022 | Gabriel Boric           |
| María Peralta Espinosa                                                     | 12 de mayo de 2023  | Presente                | Gabriel Boric           |
| Directoras que ocuparon paralelamente el cargo protocolar de Primera dama. |                     |                         |                         |